# Berberis wettsteiniana
Berberis wettsteiniana är en berberisväxtart som beskrevs av Schneider. Berberis wettsteiniana ingår i släktet berberisar, och familjen berberisväxter. Inga underarter finns listade i Catalogue of Life.